# Município de Bedford (condado de Meigs, Ohio)
Localização do Ohio nos E.U.A.
O município de Bedford (em inglês: Bedford Township) é um município localizado no condado de Meigs no estado estadounidense de Ohio. No ano 2010 tinha uma população de 1355 habitantes e uma densidade populacional de 13,28 pessoas por km².

## Geografia
O município de Bedford encontra-se localizado nas coordenadas 39° 08′ 48″ N, 82° 01′ 25″ O. Segundo o Departamento do Censo dos Estados Unidos, o município tem uma superfície total de 102.07 km², da qual 102,07 km² correspondem a terra firme e (0 %) 0 km² é água.

## Demografia
Segundo o censo de 2010, tinha 1355 pessoas residindo no município de Bedford. A densidade de população era de 13,28 hab./km².